# Carina Benninga
Carina Marguerite Benninga (Leiden, 18 augustus 1962) maakte in de periode 1982-1992 deel uit van de  Nederlandse hockeyploeg met als hoogtepunten tweemaal het Wereldkampioenschap (1983 en 1990) en driemaal deelname aan de Olympische Spelen. In 1984 veroverde zij met het Nederlands dames hockeyteam Olympisch Goud, in 1988 Brons, en in 1992 de zesde plaats. Zij combineerde haar topsportcarrière met een studie rechten.
Als aanvoerder van het Nederlands dames hockeyteam had Carina Benninga te maken met vraagstukken op het gebied van leiderschap, samenwerken, communiceren, motivatie en acceptatie. Na haar actieve sportcarrière voltooide Carina Benninga een reeks  opleidingen op het gebied van psychologie en coaching. In 1994 ging zij van start met haar eigen bureau voor coaching en consulting.

## Sport
Carina Benninga speelde in haar actieve loopbaan achtereenvolgens voor HDM, HGC en Amsterdam. De dynamische middenveldster maakte haar debuut voor de nationale ploeg bij het wereldkampioenschap van 1983 in Kuala Lumpur. Haar broer Marc zou later ook uitgroeien tot international.
Vlak voor het wereldkampioenschap van 1986 in het Amstelveense Wagener-stadion brak Carina Benninga haar sleutelbeen. Vanaf de tribunes zag ze hoe haar ploeggenotes de wereldtitel wonnen. Revanche nam Carina Benninga vier jaar later in Sydney, waar onder haar aanvoering de ploeg van toenmalig bondscoach Roelant Oltmans de titel won ten koste van gastland Australië. Carina Benninga was aanvoerster van het Nederlands hockeyteam van 1989 - 1992.
Driemaal deed Carina Benninga mee met de Olympische Spelen. In 1984 bereikte zij met het Nederlands dames hockeyteam te Los Angeles het hoogst haalbare resultaat: Olympisch Goud. In 1988 moesten zij in Seoul genoegen nemen met Brons. Bij de Olympische Spelen van Barcelona, was Benninga de eerste Nederlandse sportvrouw die de vlag mocht dragen tijdens de openingsceremonie. Het toernooi zelf eindigde in een teleurstelling. Het Nederlands Dames Hockeyteam behaalde bij deze spelen de 6de plaats.
Met 158 interlands (25 doelpunten) was Carina Benninga lange tijd recordinternational van de Nederlandse hockeyploeg. Op 6 augustus 1992 speelde zij in Barcelona haar laatste interland.

## Coaching
Na haar actieve loopbaan bekwaamde Carina Benninga zich in het vak van trainer-coach. Ze was onder meer assistent-bondscoach van de Amerikaanse vrouwenhockeyploeg (1993-1995), hoofdcoach bij overgangsklasser Alecto uit Leiderdorp en - tot de zomer van 1999 – de technisch eindverantwoordelijke bij hoofdklasser Amsterdam. Nadien leidde ze HC Klein Zwitserland vanuit de overgangsklasse naar de hoofdklasse. Carina Benninga was actief voor de sportersvakbond NL Sporter, die zij mede heeft opgericht. Benninga is tegenwoordig nog steeds als coach actief op het hockeyveld en is Certified Coach FIH Grade I. Sinds 2015 is Benninga lid van de raad van commissarissen van Arbo Unie.

## Privé
Carina Benninga werd geboren op 18 augustus 1962 te Leiden en heeft Joodse ouders. Haar opa van vaderskant dook tijdens de Tweede Wereldoorlog met zijn familie onder in Oost-Nederland. Hij was actief in het verzet, behoorde tot de oprichters van Het Parool en vluchtte later naar Engeland. Haar familie van moederskant werd uit Amsterdam gedeporteerd en overleefde concentratiekamp Bergen-Belsen. Benninga woont samen in Amsterdam en heeft 2 kinderen.
Carina Benninga · 
Det de Beus · 
Fieke Boekhorst · 
Marjolein Bolhuis-Eijsvogel · 
Marieke van Doorn · 
Irene Hendriks · 
Elsemiek Hillen · 
Aletta van Manen · 
Anneloes Nieuwenhuizen · 
Martine Ohr · 
Sandra Le Poole · 
Alette Pos · 
Lisette Sevens · 
Sophie von Weiler · 
Laurien Willemse · 
Margriet Zegers · 
Coach: Gijs van Heumen
Willemien Aardenburg · 
Carina Benninga · 
Det de Beus · 
Marjolein Bolhuis-Eijsvogel · 
Yvonne Buter · 
Marieke van Doorn · 
Annemieke Fokke · 
Noor Holsboer · 
Lisanne Lejeune · 
Helen Lejeune-van der Ben · 
Aletta van Manen · 
Anneloes Nieuwenhuizen · 
Martine Ohr · 
Sophie von Weiler · 
Laurien Willemse · 
Ingrid Wolff ·
Coach: Gijs van Heumen
Carina Benninga · 
Carina Bleeker · 
Annemieke Fokke · 
Noor Holsboer · 
Danielle Koenen · 
Helen Lejeune-van der Ben · 
Jeannette Lewin · 
Caroline van Nieuwenhuyze-Leenders · 
Martine Ohr · 
Wietske de Ruiter · 
Florentine Steenberghe · 
Carole Thate · 
Jacqueline Toxopeus · 
Cécile Vinke · 
Ingrid Wolff · 
Mieketine Wouters ·
Coach: Roelant Oltmans